# Ouro vermelho
ouro vermelho é uma liga metálica de ouro e cobre. A solidificação da liga tem o mesmo comportamento de um elemento puro, havendo um patamar na curva de solidificação.